# Villa mauresque (Vichy)
Pour les articles homonymes, voir Villa mauresque (homonymie).
La villa mauresque est située à Vichy (France).

## Localisation
La villa est située sur la commune de Vichy, au 19 boulevard Carnot, dans le département de l'Allier, en région Auvergne-Rhône-Alpes.

## Description
Villa datée de 1897, commencée par l'architecte Henry Décoret et achevée par Antoine Percilly. La façade est précédée d'un perron, fermé par une grille de clôture sur la rue. L'édifice se compose d'un rez-de-chaussée surélevé, d'un étage en façade et d'un étage de combles avec lucarnes. Dans-œuvre, escalier en bois à balustrade tournant à volées droites. La façade sur rue est ordonnancée à trois travées. La travée centrale est animée par une logette au premier étage portée sur consoles et à angles délardés. Cette logette est couronnée par un balcon dont le garde-corps interrompt la corniche à modillons du toit, et dégage la porte-fenêtre d'une lucarne passante coiffée par un petit dôme. Cette façade présente une riche décoration d'inspiration mauresque avec carreaux de faïences polychromes et briques. Les céramiques carrées ou triangulaires dessinent des grecques ou des entrelacs de feuillages ou des rosettes. Cette villa constitue un exemple unique et original d'architecture mauresqueà Vichy.

## Historique
La villa est inscrite au titre des monuments historiques par arrêté du 4 mars 1991.

## Galerie

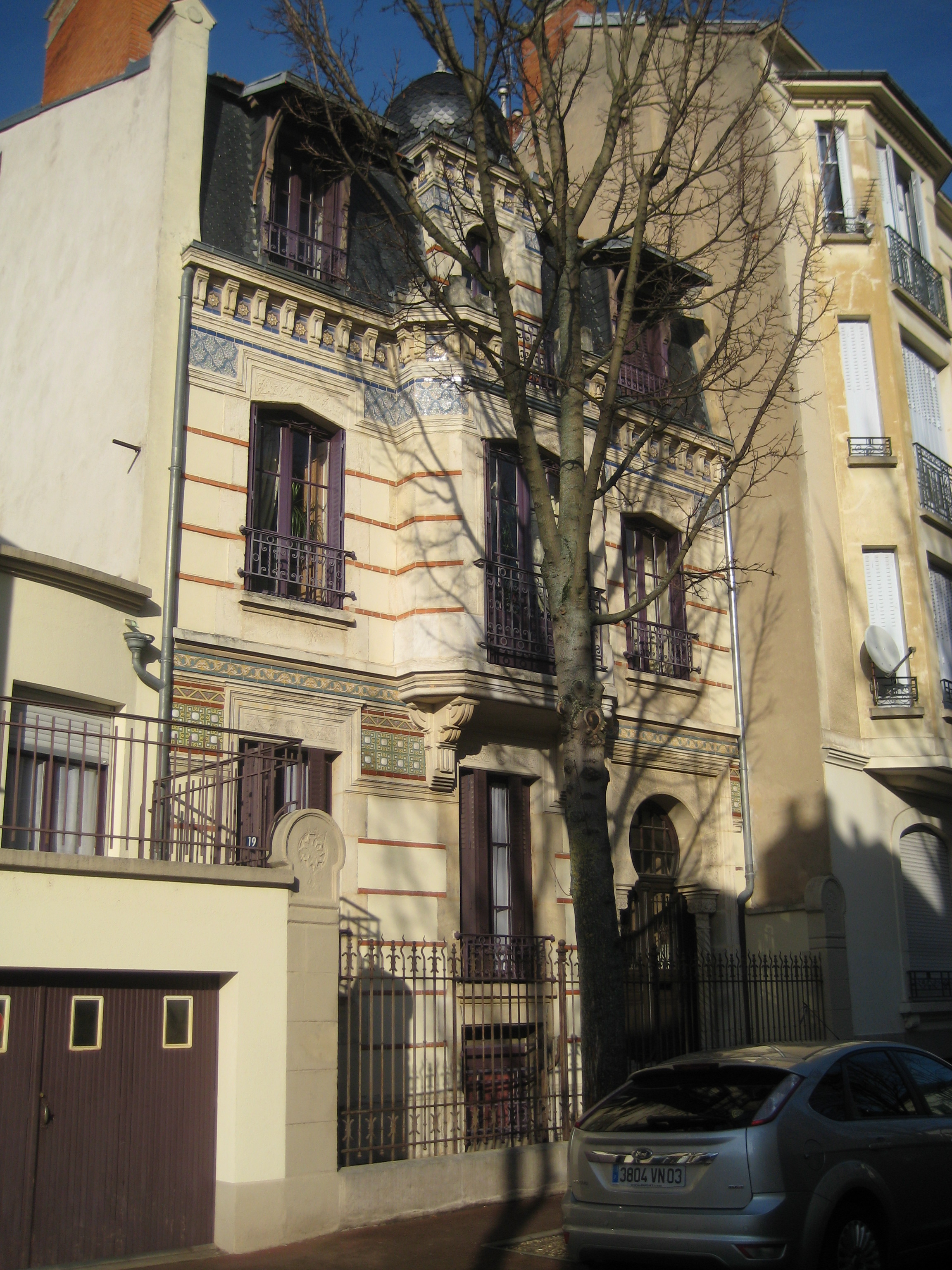